# Antoine Bruny d'Entrecasteaux
Pour les articles homonymes, voir Entrecasteaux.
Antoine Reymond Joseph de Bruni d'Entrecasteaux, dit le « chevalier d'Entrecasteaux », né le 7 novembre 1737 à Aix-en-Provence ou au château d'Entrecasteaux, selon les sources, et mort le 21 juillet 1793 dans l'océan Pacifique, est un navigateur français qui partit en 1791, à la tête de deux frégates, La Recherche et L'Espérance, à la recherche de l'expédition de Jean-François de La Pérouse, explorant tour à tour les rivages de Nouvelle-Zélande, la Nouvelle-Calédonie, les îles Tonga et les côtes australiennes.

## Biographie

### Origines et jeunesse

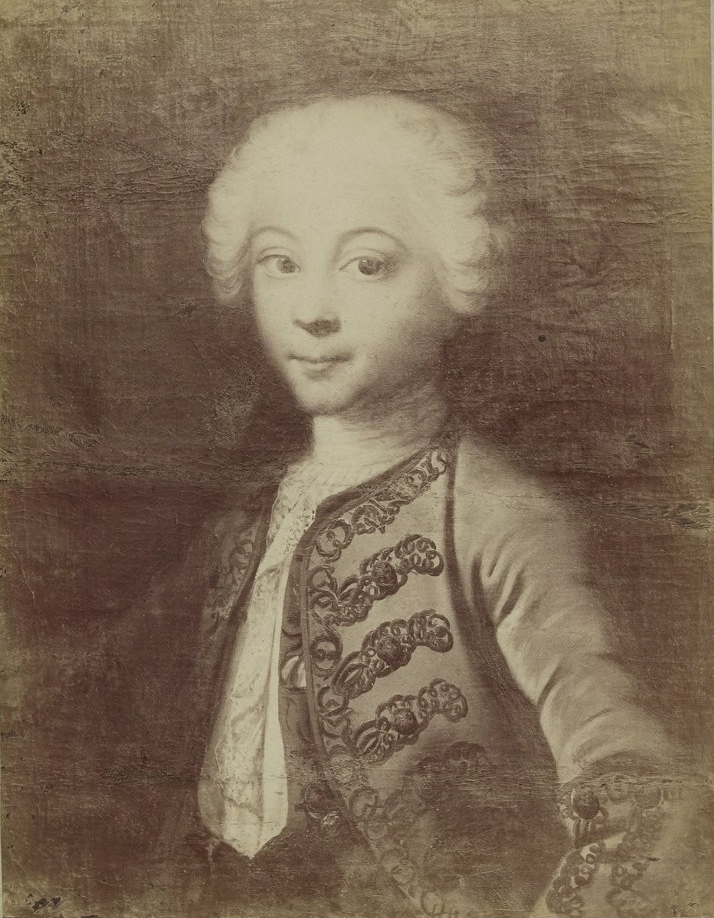
Bruni d'Entrecasteaux, enfant.

Issu d'une famille de la noblesse de robe provençale, Antoine Reymond Joseph de Bruni d'Entrecasteaux est le troisième enfant (le deuxième fils) de Jean-Baptiste de Bruny, marquis d'Entrecasteaux (1701-1793), président à mortier du Parlement de Provence, et de Dorothée de L'Estang-Parade. Son frère Jean-Paul de Bruny d'Entrecasteaux (1728-1794), lui aussi président du Parlement de Provence, sera guillotiné sous la Révolution.
Le jeune d'Entrecasteaux, après des études au collège des Jésuites d'Aix-en-Provence, s'engage comme garde de la Marine en juillet 1754, à l'âge de quinze ans.

### Une carrière d'officier de marine
Embarqué en 1755 sur la frégate la Pomone, à Cadix et à Saint-Domingue. Il passe l'année suivante, au début de la guerre de Sept Ans, dans l'escadre de La Galissonière avec laquelle il participe, à bord de la Minerve, à la prise de Minorque le 20 avril 1756, contre la flotte de l'amiral Byng. Il est promu enseigne de vaisseau en avril 1757.
De cette époque à 1768, il effectue plusieurs croisières dans l'Océan atlantique et sur les côtes de France. En 1764, il embarque sur la frégate l'Hirondelle, commandée par M. de Chabert, et qui était destinée à faire une campagne d'observations astronomiques. À son retour il passe sur le vaisseau l'Etna, qui faisait partie de l'escadre aux ordres du comte du Chaffault, destinée à l'Amérique.
Lorsqu'en 1769 le maréchal de Vaux est chargé de soumettre la Corse, d'Entrecasteaux obtient le commandement d'une felouque dans la division navale aux ordres de M. de Broves, qui devait protéger cette expédition. Sa bravoure lors de l'expédition lui vaut d'être nommé lieutenant de vaisseau en février 1770.
À la suite de différentes affectations, de 1770 à 1776, dont une sur L'Alcmène commandée alors par son parent, le bailli de Suffren, il est fait chevalier de l'ordre royal et militaire de Saint-Louis.
Lorsqu'en 1778, la guerre éclate entre la France et l'Angleterre, d'Entrecasteaux est nommé au commandement de la frégate l'Oiseau, de 32 canons de huit. Cette frégate est chargée de la protection des convois expédiés de Marseille dans les divers ports du Levant, principalement des corsaires barbaresques. Au cours d'une de ses traversées depuis Marseille vers Smyrne, alors qu'il escorte un nombreux convoi, il rencontre deux corsaires tunisiens, supérieurs en force; mais il manœuvre avec habileté et parvient à mettre son convoi en sûreté.
Au mois de mars 1779 il reçoit un brevet de capitaine de vaisseau, et M. de Rochechouart le choisit pour commander Le Majestueux, de 110 canons, sur lequel il arbore son pavillon. À la paix de 1783, le maréchal de Castries, alors ministre de la Marine, qui avait su apprécier le mérite de d'Entrecasteaux, le nomme directeur adjoint des ports et arsenaux.
Il obtient alors le commandement de la frégate la Mignonne qu'il mène au Levant, puis en 1782 celui du Majestueux, avec lequel il participe, sous les ordres du comte de Guichen, au combat du Cap Spartel.

### Gouverneur dans l'Océan Indien

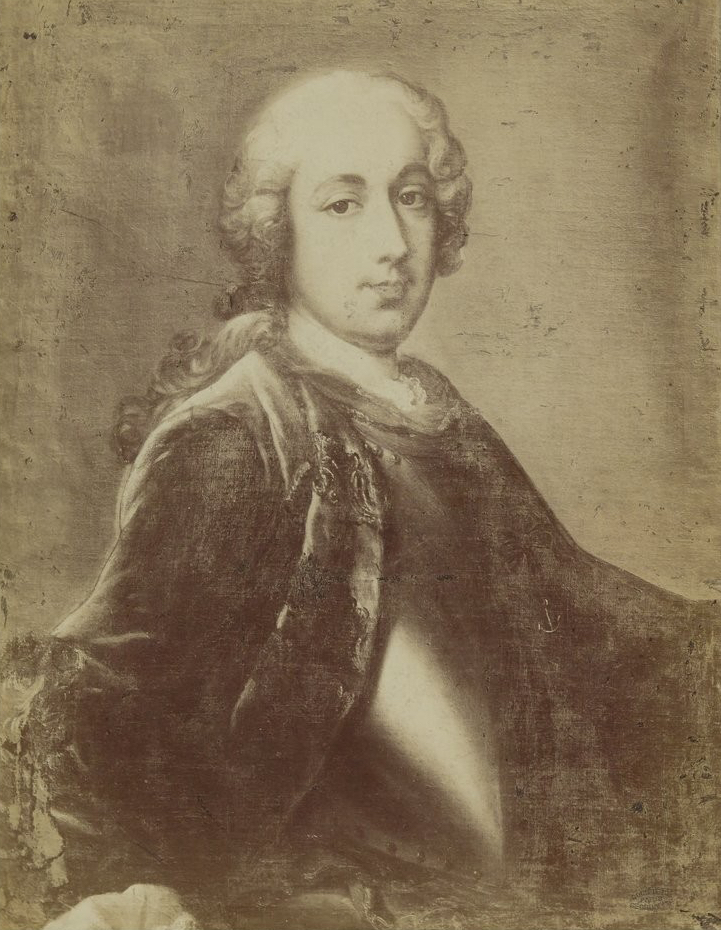
Portrait de d'Entrecasteaux (1791) par Charles-Paul Landon, d'après un dessin d'Edme Quenedey (1756–1830).

Directeur-adjoint des ports et arsenaux, où il révèle des qualités d'organisation, le chevalier d'Entrecasteaux demande sa mise en retraite en 1785, pour des raisons familiales. Il reçoit, la même année, le commandement de la Résolution, d'où il dirige, comme chef de division, les forces navales françaises en océan Indien.
Il s'y distingue par des navigations hardies : ouvrant une nouvelle route maritime vers la Chine, il choisit de  passer le détroit de la Sonde, les Moluques, les Mariannes et les Philippines, jusqu'à Canton, en traversant, contre la mousson, des régions inexplorées et dangereuses.
Ce succès lui vaut d'être nommé gouverneur général des Mascareignes (Île-de-France, de Bourbon et île Rodrigues) en février 1787, poste qu'il occupe jusqu'en novembre 1789, date à laquelle il rentre en France.

### À la recherche deMonsieur de La Pérouse
En 1791, Louis XVI, inquiet du sort de l'expédition de La Pérouse dont il est sans nouvelles, lui demande de partir à sa recherche. Deux gabares sont armées pour l'occasion (rebaptisées pour l'occasion frégates) : La Recherche, commandée par d'Entrecasteaux, et L'Espérance, confiée à Huon de Kermadec. Elles appareillent de Brest le 29 septembre 1791.
L'expédition ne permet pas de retrouver des traces de La Pérouse et se terminera de façon chaotique à Surabaya. Les navires passent à proximité de Vanikoro où vivaient encore certainement des rescapés du naufrage de la Boussole et de l'Astrolabe et d'Entrecasteaux, atteint de scorbut, succombe en mer au large de la Nouvelle-Guinée le 3 thermidor an I (21 juillet 1793).
Son voyage, dont le récit fut publié par Élisabeth Rossel en 1809
, fut cependant un succès indéniable puisqu'il permit la découverte de nombreuses terres alors inconnues. Il s'inscrit en ce sens dans la droite ligne des voyages scientifiques français, qui, de Bougainville à Dumont d'Urville, contribuèrent aux XVIIIe et XIXe siècles à une meilleure connaissance de l'Océan Pacifique et des Océaniens.

## Hommages et postérité
- Plusieurs timbres-poste ont été émis en l'honneur d'Entrecasteaux par différentes administrations postales : la Nouvelle-Calédonie en 1953 avec un timbre de 1,50 F CFP, puis en 1974 un timbre de 30 F CFP et enfin un timbre de 110 F CFP en 1992 pour le bicentenaire de la reconnaissance de la côte ouest de la Nouvelle Calédonie. Les îles Salomon en 1973. Les Terres australes et antarctiques françaises en 1977 avec un timbre de 1,20 F à son effigie. Les îles Wallis et Futuna en 1993 avec un timbre de 170 F CFP. La Papouasie Nouvelle Guinée en 1999.
- Les récifs d'Entrecasteaux, situés au nord-ouest de la Nouvelle-Calédonie.
- Le canal d'Entrecasteaux, un détroit du sud-ouest de l'océan Pacifique formé par le littoral sud-est de la grande île de Tasmanie et la côte occidentale de l'île Bruny.
- Les îles d'Entrecasteaux en Nouvelle-Guinée.
- La presqu'île d'Entrecasteaux, l'une des deux presqu'îles du sud-ouest de la Grande Terre, île française de l'archipel des Kerguelen relevant des Terres australes et antarctiques françaises.
- Six bâtiments, ainsi que la classe de bâtiment d'Entrecasteaux, de la Marine nationale française.
- Le fort d'Entrecasteaux, est la partie haute du fort Saint-Nicolas à l'entrée du port de Marseille.
- Le Point D'Entrecasteaux, un cap d'Australie-Occidentale proche du Cap Leeuwin. Ce cap porte un phare, le Point D'Entrecasteaux Lighthouse, auquel on accède par le D'Entrecasteaux Drive.
- Le D'Entrecasteaux National Park, en Australie-Occidentale, dont le territoire inclut le Point d'Entrecasteaux.
- Le souvenir de l'expédition de 1791 est également conservé à travers le nom des deux navires : La Recherche, commandée par d'Entrecasteaux, se retrouve dans Recherche Archipelago (Australie-Occidentale) et Recherche Bay (Tasmanie), et L'Espérance dans l'Esperance Bay et la petite ville d'Esperance (Australie-Occidentale).
- La rue d’Entrecasteaux à Aix en Provence, sa ville natale, commémore son nom.
- La préparation militaire marine d'Aix-en-Provence porte le nom d'Entrecasteaux.
- Une espèce d'insecte coléoptère de la famille des Histeridae : Bacanius (Gomyister) dentrecasteauxi, décrite de Nouvelle-Calédonie, et citée des îles Fidji, des îles Cook et du Vanuatu, lui a été dédiée par l'entomologiste français Yves Gomy en 1976[9].

## Sources et bibliographie
En français
- Élisabeth Paul Édouard Rossel (red.), Voyage de Dentrecasteaux, envoyé à la recherche de La Pérouse, vol. 2, Imprimerie impériale, 1808 (lire en ligne)
- Jacques-Julien Houtou de La Billardière, Relation du voyage à la recherche de La Pérouse, t. 1, Paris, H. J. Jansen, an viii, 442 p. (lire en ligne sur Gallica)
- Jacques-Julien Houtou de La Billardière, Relation du voyage à la recherche de La Pérouse, t. 2, Paris, H. J. Jansen, anviii, 445 p. (lire en ligne sur Gallica)
- Hélène Richard, Le voyage de d'Entrecasteaux à la recherche de Lapérouse, Paris, Éditions du Comité des travaux Historiques et Scientifiques, 1986
- Georges Pisier, D'Entrecasteaux en Nouvelle-Calédonie : 1792 et 1793, Société d'études historiques de la Nouvelle-Calédonie, 1976, 148 p.
- Maurice Dupont (préf. Etienne Taillemite, ill. Pierre-Yves Pavec), D'Entrecasteaux : rien que la mer, un peu de gloire, Éditions maritimes et d'outre-mer, 1983, 404 p. (ISBN 978-2-7070-0059-0, OCLC 10794414)
- Henri Barre, Voyageurs et explorateurs provençaux, 1905, 341 p.
- Jean-Pierre Ledru, D'Entrecasteaux à la recherche de la Pérouse : Deux sabots sur la mer, La Rochelle, La Découvrance, 29 juin 2007, 558 p. (ISBN 978-2-84265-521-1, BNF 41063810, lire en ligne)
- Joseph Hennequin, Biographie maritime, vol. 3, Regnault, 1837, 420-440 p. (lire en ligne)
- Artaud de Montor, Encyclopédie des gens du monde, vol. 9, Librairie de Treuttel et Würtz, 1837 (lire en ligne), p. 579-580
- Étienne Taillemite, Marins français à la découverte du monde : De Jacques Cartier à Dumont d'Urville, Paris, Éditions Fayard, 1999, 725 p.
- Yannick Romieux, « Une nouvelle contribution à l'histoire de la Pharmacie navale : Philippe Chaumet, D'Entrecasteaux à la recherche de Lapérouse (1791- 1793) ; sa Pharmacopée », Revue d'histoire de la pharmacie, vol. 84, no 311,‎ 1996, p. 436-437 (lire en ligne, consulté le 30 juillet 2017).

En anglais
- (en) Edward Duyker et Maryse Duyker, Bruny d’Entrecasteaux : Voyage to Australia and the Pacific 1791—1793, Melbourne, Miegunyah/Melbourne University Press, 2006 (1re éd. 2001), 392 p. (ISBN 978-0-522-84932-5 et 0522852327, BNF 45714023)
- (en) Edward Duyker, Citizen Labillardière : A Naturalist’s Life in Revolution and Exploration (1755—1834), Melbourne, Miegunyah/Melbourne University Press, 2004 (1re éd. 2003), 383 p. (ISBN 978-0-522-85010-9 et 0522851606, BNF 38973993)